# Шум вітру (фільм)
«Шум вітру» (англ. The noise of the wind) — російськомовний повнометражний художній фільм 2002 року режисера Сергія Маслобойщикова знятий на Кіностудії Довженка у 2002 році.
Вперше фільм було представлено 31 березня 2002 року в Будинку Кіно НСКУ.

## Опис
За мотивами вірша Вольфганга Гете «Лісовий цар».
Прощання з дитячими мріями про досконалість світу і сталість природи. У фільмі три головних герої: хлопчик Олексій і його батьки — Андрій та Олександра. І хтось Максим, лісовий цар, вітер — предмет таємного захоплення і страху Олексія: «Рідний, лісовий цар зі мною розмовляє: він золото, перли і радість обіцяє» — «О ні, мій малюк, це ти недочув: той вітер, прокинувшись, листя колихнув».

## Головні ролі
- Дмитро Лаленков — Андрій
- Алла Сергійко — Саша
- Никон Романченко — Альоша
- Денис Карасьов — Максим
- Наталя Доля — Ганна
- Вадим Скуратовський — Сомов
- Андрій Дементьєв — Самійленко
- Віктор Андрієнко — Чапа
- Ілля Клименко — Андрій у дитинстві
- Тамара Плашенко — мати Андрія
- Олександр Крижанівський — батько Андрія

## Фестивалі та премії
- 2002: Лауреат премії ім. Олександра Княжинського російського кінофестивалю «Кіношок» за найкращу операторську роботу (Богдан Вержбицький)[3]
- 2002: Призи V українського кінофестивалю «Бригантина»[4]:
  - Приз в номінації «Найкраща операторська робота» (Богдан Вержбицький)
  - Приз в номінації «Найкраща жіночу роль другого плану» (Алла Сергійко)
  - Приз в номінації «Найкраща музика до фільму» (Юхим Гофман)

## Дубляж українською
Фільм було дубльовано українською у 2002 році на Кіностудії Довженка.